# Atrobucca trewavasae
Atrobucca trewavasae és una espècie de peix de la família dels esciènids i de l'ordre dels perciformes.

## Morfologia
- Els mascles poden assolir 21,9 cm de longitud total.[1][2]

## Hàbitat
És un peix marí i d'aigües profundes.

## Distribució geogràfica
Es troba a Tamil Nadu (l'Índia).

## Observacions
És inofensiu per als humans.